# Luis Alberto Fernández
Luis Alberto Fernández (ur. 26 października 1946 w Lomas de Zamora) – argentyński duchowny katolicki, biskup diecezji Rafaela w latach 2013–2022.

## Życiorys
Święcenia kapłańskie przyjął 29 czerwca 1975 z rąk papieża Pawła VI. Jako prezbiter diecezji Lomas de Zamora pełnił funkcje m.in. wicerektora i rektora seminarium, proboszcza w Burzaco i wikariusza generalnego. W latach 1992–2006 był także przewodniczącym stowarzyszenia argentyńskich liturgistów.
24 stycznia 2009 papież Benedykt XVI mianował go biskupem pomocniczym archidiecezji Buenos Aires oraz biskupem tytularnym Carpi. Sakry biskupiej udzielił mu 27 marca 2009 kardynał Jorge Bergoglio.
10 września 2013 papież Franciszek mianował do biskupem ordynariuszem diecezji Rafaela. Ingres odbył się 22 listopada 2013.
11 listopada 2022 papież Franciszek przyjął jego rezygnację z funkcji biskupa diecezjalnego. 